# Näbbsländor
Näbbsländor (Mecoptera) är en ordning bland insekterna som innehåller närmare 600 kända arter.
De kännetecknas av att huvudets nedre del är utdragen till en nedåtriktad, näbblik förlängning. I dennas spets finns munöppningen och de små munverktygen. Pannspröten är långa och tråd- eller borstlika. De 4 smala vingarna, som är nästan lika stora och lika formade, hålls hos flertalet under vilan platt hoplagda i vågrät ställning men bakåt divergerande, så att de lämnar kroppen ohöljd. I sällsynta fall är vingarna helt förkrympta. Benen är långa och slanka.
Larverna, som lever i gångar i jorden, är cylindriska, med 3 par gångfötter på mellankroppens leder samt 8 mindre utvecklade fotpar på de 8 första delarna av bakkroppen. I Europa finns 2 familjer: snösländor (Boreidae) och skorpionsländor. I Sverige finns fem arter, varav tre är skorpionsländor.
Födan utgörs av levande smådjur, kadaver och växtdelar.

## Familjer (urval)
- snösländor (Boreidae)
  - snöslända
- skorpionsländor (Panorpidae)
- styltsländor (Bittacidae)